# 闽北冷水花
闽北冷水花（学名：Pilea verrucosa）为荨麻科冷水花属下的一个亚种。

## 扩展阅读
維基物種上的相關：闽北冷水花